# DDS-03
El Sonar Activo de Alta frecuencia DDS-03 (Diver Detection Sonar) es un sonar de detección de intrusos para la detección de buceadores y de vehículos submarinos tripulados y no tripulados.  Es utilizado para la protección submarina de buques civiles, yates de lujo, cruceros, infraestructuras críticas offshore, puertos de mercancías y deportivos, pecios, zonas medioambientalmente protegidas.

## Partes del equipo
El equipo está formado por dos unidades conectadas:
- Unidad sumergida: es la que adquiere la señal, la acondiciona y la digitaliza.
- Unidad de superficie: es la que se encarga del procesado acústico, la presentación gráfica y el control.[2]

Además, se puede incorporar un sistema disuasorio que permite emitir mensajes al intruso para que abandone el área protegida.

## Método de detección
El dispositivo emite señales infrasonicas bajo el agua que le permiten escanear un área y mapear el suelo de la misma y cualquier objeto de tamaño mayor o similar a 50 centímetros cuadrados. Puede obtener la posición relativa del objeto en relación con el dispositivo emisor y mediante la inteconexión con otras unidades triangular la posición exacta de un objeto ubicado dentro de una red cubierta por los sensores